# Avdou
Avdou é uma vila da unidade regional de Heraclião localizada a 33 km da cidade de Heraclião, aos pés dos montes Dícti, região na qual se localizam as históricas cavernas de Agia Fotini e Faneromeni, assim como uma igreja cristã primitiva e igrejas bizantinas com afrescos. Conta com cerca de 600 habitantes que possuem uma economia baseada na agricultura. A referência mais antiga à vila é de 1381, durante a dominação veneziana.
Os habitantes de Avdou participaram de muitas batalhas durante a ocupação turca o que causou um sentimento de ódio por parte dos turcos que, em 1841, decapitaram muitos dos habitantes da vila e a destruíram. No contexto da Segunda Guerra Mundial os habitantes da vila também tiveram importante participação, pois supriram os guerrilheiros das montanhas.